# PSY's Best 6th Part 1
PSY's Best 6th Part 1 är det sjätte studioalbumet från den sydkoreanska rapparen PSY. Albumet som innehåller sex låtar släpptes den 25 juli 2012, tio dagar efter att albumets första singel "Gangnam Style" släppts. Albumets första singel är också den enda solosången av PSY på albumet. PSY har varit med och skrivit både text och musik till alla låtar utom till "Passionate Goodbye" där han inte skrivit texten.

## Låtlista
| 1.           | Blue/Tree Frog (청개구리; Cheong-gaeguri, med G-Dragon från Big Bang)   | Psy, G-Dragon          | Psy, Yoo Gun-hyung         | 3:27  |
| 2.           | Passionate Goodbye (뜨거운 안녕; Tteugeoun Annyeong, med Sung Si-kyung) | Psy, You Hee-yeol      | You Hee-yeol, Kim Tae-hoon | 3:28  |
| 3.           | Gangnam Style (강남 스타일; Gangnam Seutail)                            | Psy                    | Psy, Yoo Gun-hyung         | 3:39  |
| 4.           | Year of 77 (77학개론; Chilchilhakgaeron, med Leessang och Kim Jin-pyo)  | Psy, Kim Jin-pyo, Gary | Psy, Yoo Gun-hyung         | 4:39  |
| 5.           | What Would Have Been? (어땠을까; Eottaesseulkka, med Lena Park)         | Psy                    | Psy, Yoo Gun-hyung         | 4:03  |
| 6.           | Never Say Goodbye (med Yoon Do-hyun)                                    | Psy                    | Psy, Yoo Gun-hyung         | 3:21  |
| Total längd: | Total längd:                                                            | Total längd:           | Total längd:               | 22:37 |